# Rio Cobleş
O Rio Cobleş é um rio da Romênia, afluente do Arieşul Mare, localizado no distrito de Alba.